# Žan Celar
Žan Celar (Kranj, Eslovenia, 14 de marzo de 1999) es un futbolista esloveno. Juega de delantero y su equipo es el Queens Park Rangers F. C. de la EFL Championship.

## Trayectoria

### A. S. Roma Primavera
El 1 de agosto de 2017 se confirmó el fichaje por el equipo de las inferiores de la Roma, el A. S. Roma Primavera.

### A. S. Roma
El 1 de julio de 2018 la A. S. Roma decidió que fuera parte del primer equipo. Debutó el 11 de marzo de 2019 contra el Empoli.

### Cittadella
El 11 de julio de 2019 se confirmó que disputaría la temporada completa cedido en la Associazione Sportiva Cittadella el cual militaba en la Serie B de Italia.

### Cremenonese
En enero de 2020 se canceló su cesión a la A. S. Cittadella y se marchó, también prestado, a la U. S. Cremonese.

## Selección nacional
Fue internacional en categorías inferiores con la selección de Eslovenia. El 14 de noviembre de 2021 realizó su debut con la absoluta en un encuentro de clasificación para el Mundial 2022 ante Chipre.

### Participaciones en Eurocopas
| Copa          | Sede     | Resultado        | Partidos | Goles |
| ------------- | -------- | ---------------- | -------- | ----- |
| Eurocopa 2024 | Alemania | Octavos de final | 3        | 0     |

## Clubes
| Club                      | País       | Año       |
| ------------------------- | ---------- | --------- |
| N. K. Maribor             | Eslovenia  | 2016-2017 |
| A. S. Roma Primavera      | Italia     | 2017-2018 |
| A. S. Roma                | Italia     | 2018-2021 |
| A. S. Cittadella (cedido) | Italia     | 2019-2020 |
| U. S. Cremonese (cedido)  | Italia     | 2020-2021 |
| F. C. Lugano              | Suiza      | 2021-2024 |
| Queens Park Rangers F. C. | Inglaterra | 2024-     |

## Palmarés

### Títulos nacionales
| Título        | Club         | País  | Año  |
| ------------- | ------------ | ----- | ---- |
| Copa de Suiza | F. C. Lugano | Suiza | 2022 |